# Maria Rybakova
Pour les articles homonymes, voir Rybakova.
Maria Alexandrovna Rybakova (en russe : Мария Александровна Рыбакова), née à Moscou le 6 décembre 1973, est une auteure russe ; elle est la petite-fille de l'écrivain Anatoly Rybakov (1911-1998). 
À l'âge de 17 ans, elle commence la philologie classique à l'Université de Moscou. Elle part continuer ses études en Allemagne à 20 ans. Elle présente son doctorat à l'Université Yale, où elle est désormais professeure de russe. 

## Romans
- Anna Grom et son fantôme (Анна Гром и ее призрак), éd. Глагол, 1999,  (ISBN 5-87532-059-1) [1]
- Братство проигравших, éd. Время, 2005.
  - Traduit en français par Galia Ackerman sous le titre La Confrérie des perdants, éditions du Seuil, 2006,  (ISBN 2020847892).
- Parole aveugle (Слепая речь) (recueil de nouvelles), éd. Время, 2006.
- Couteau tranchant pour un cœur tendre (Острый нож для мягкого сердца), éd. Время, 2009,  (ISBN 979-10-92364-45-3).
- Gneditch (Гнедич), éd. Время, 2011.
- Le Brouillon d'homme (Черновик человека), Эксмо, 2014.
- S'il y a le paradis (Если есть рай), Знамя, 2018.